# Digonogastra kimballi
Digonogastra kimballi är en stekelart som beskrevs av James Ian Kirkland 1989. Digonogastra kimballi ingår i släktet Digonogastra och familjen bracksteklar. Inga underarter finns listade i Catalogue of Life.